# Rondeletia dilatata
Rondeletia dilatata är en måreväxtart som beskrevs av Christen Friis Rottbøll. Rondeletia dilatata ingår i släktet Rondeletia och familjen måreväxter. Inga underarter finns listade i Catalogue of Life.